# Augeben

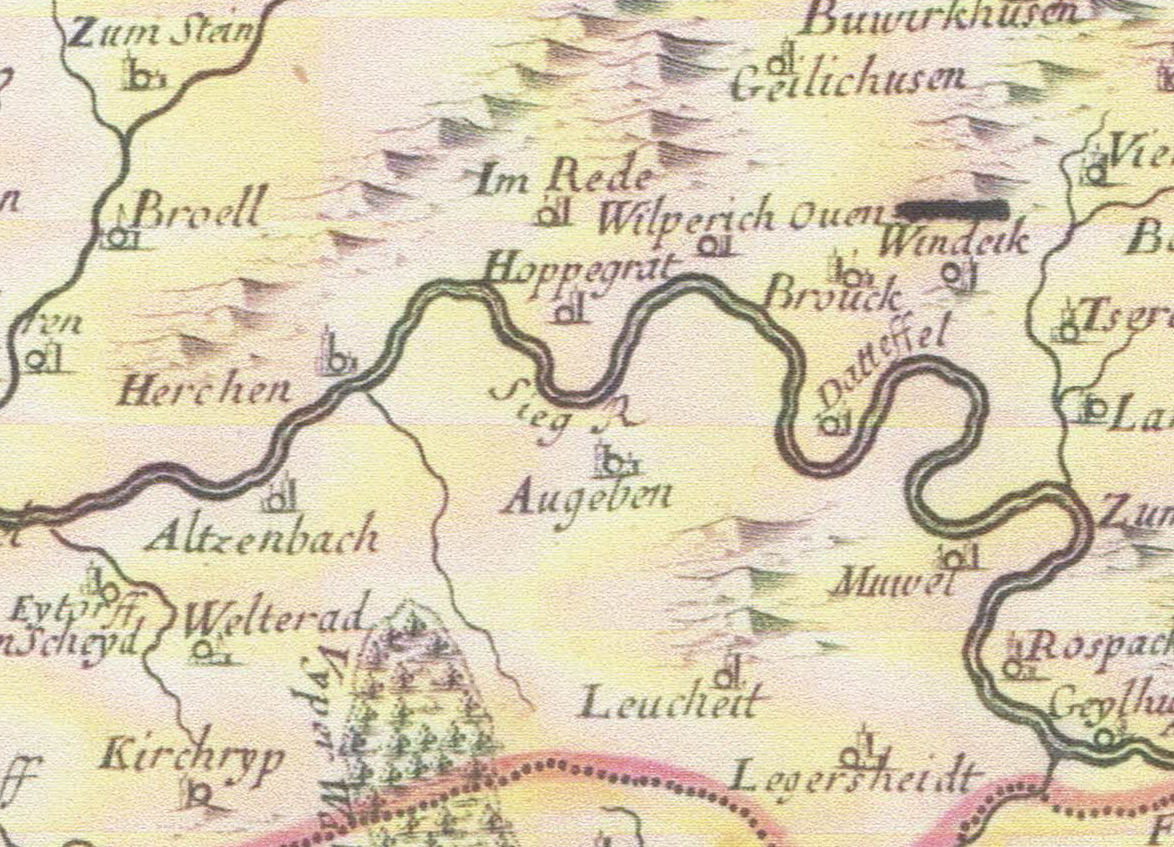
Augeben auf einer Karte aus dem 17. Jahrhundert

Augeben ist eine Wüstung auf dem Gebiet der heutigen Gemeinde Windeck in Nordrhein-Westfalen.

## Lage
Das Dorf lag auf dem Höhenzug Leuscheid zwischen den Dörfern Leuscheid und Herchen. Es war bereits 1575 auf einer Mercatorkarte in der Flur Padscheid in der Nähe des Heilbrunnens als Augebich eingezeichnet. 1921 wurden bei Rodungsarbeiten Mauerreste und ein Friedhof gefunden. Über den Untergang des Ortes ist nichts bekannt.